# Прогулка в Карабах (фильм)
«Прогулка в Карабах» (груз. გასეირნება ყარაბაღში) — грузинский художественный фильм 2005 года, поставленный режиссёром Леваном Тутберидзе по роману писателя Аки Морчиладзе «Путешествие в Карабах» (груз. მოგზაურობა ყარაბახში) и повествующий о гражданской войне в Грузии и о вооружённом конфликте в Нагорном Карабахе.
В основу сюжета положены реальные события, происходившие в Грузии в 1990-х годах.

## Сюжет
После распада Советского Союза на Кавказе начинается гражданская и этническая война, превратившая процветающую землю в одну большую пылающую зону межнационального конфликта.
1991 год, Тбилиси. Местный наркодилер Ачико Кипиани получает заказ от клиента Ильи Небиеридзе на поставку партии наркотиков. Той же ночью Кипиани арестовывают участники группировки Мхедриони, когда он катается с друзьями по ночному городу в машине с друзьями, которые курят анашу, рассуждая при этом о Рудольфе Нурееве и его сексуальной ориентации. Позже глава мхедрионовцев Тенгиз отпускает всех, так как среди пойманных находится Гоглико, который является другом его сына Георгия. Арчил и Гоглико пытаются уговорить Георгия поехать в Азербайджан и привезти нужный им товар, так как он является сыном одного из главных функционеров «Мхедриони» и таким образом сможет беспрепятственно провезти наркотики по Грузии. Поначалу Георгий наотрез отказывается заниматься перевозкой наркотиков, так как он сам не является наркоманом и ему неинтересны проблемы наркоторговцев. Однако Гоглико неустанно упрашивает его поехать с ним вместо Кипиани, так как в случае провала «ему будет очень стыдно перед людьми». Георгий нехотя соглашается взять «Волгу» Тенгиза и поехать на ней с Гоглико в Азербайджан, так как «Москвич» Арчила отобрали мхедрионовцы, которые схватили их на пикете.
Георгий не разделяет взглядов своего отца и живёт отдельно от него с русской девушкой Яной, которую он встретил на вечеринке. Его друзья не поддерживают эту связь, так как считают её женщиной легкого поведения из-за того, что она сожительствует с Георгием без одобрения родителей. Кроме Георгия, к Яне благосклонно относится лишь один человек — его мачеха Нана, которая стала женой Тенгиза после смерти матери Георгия. Она приносит деньги Георгию и одежду Яне, обманывая Тенгиза.
Преодолев пикеты мхедрионовцев и других криминальных группировок, Георгий и Гоглико оказываются в Азербайджане. Нужного им наркоторговца Низама они не находят и решают поискать его в соседней деревне, где тот должен быть. По дороге они сбиваются с пути и решают заночевать в открытом поле, где их обнаруживают и арестовывают азербайджанские солдаты. Друзья узнают, что они попали не в Атакенд, а зону военных действий на территории Нагорного Карабаха. Поначалу азербайджанцы хотят их расстрелять, но поняв, что к ним в плен попали грузины, решают отвезти их в свой штаб, чтобы разобраться, как с ними поступить. При этом глава отряда Физули всё время рассказывают Георгию о том, как ему неприятны армяне из-за этнических чисток азербайджанского населения Карабаха. В штабе полковник Нуриев предлагает Георгию связаться с отцом, чтобы тот выкупил их. Однако Гоглико, услышав фамилию азербайджанца, начинает спрашивать его, знаком ли он с Рудольфом Нуреевым и не являются ли они братьями. Речь Гоглико приводит Нуриева в бешенство, и тот вызывает солдат отвести обоих в тюрьму. Во время конвоирования Гоглико пытается сбежать, за что азербайджанские солдаты под руководством Физули сильно избивают его и Георгия, после чего бросают в тюрьму, где друзья знакомятся с пленным армянским солдатом Рафиком. Тот рассказывает, что скоро его ждёт расстрел, но армянские военные попытаются вызволить его, и предлагает Георгию с Гоглико побег. Георгий сомневается в успешности этого плана, а Гоглико тут же интересуется, можно ли достать на армянской стороне гашиш. Следующим утром армянские военные устраивают атаку на позиции азербайджанцев, убивая нескольких из них и вызволив из плена Рафика с Георгием. Ничего не соображающий Гоглико остаётся в горящем здании тюрьмы.
Армяне теряют в этой операции одного своего солдата и встречают Георгия как гостя, который, возможно, даже станет на место погибшего бойца. Отец одного из погибших парней приносит Георгию форму своего сына, который надевает её и чувствует себя «Джеймсом Бондом». Армянские военные спрашивают у него, видел ли он полковника Нуриева, и насмехаются над ним, а также обвиняют азербайджанцев в массовых убийствах армян. Во время прогулок по деревне он вспоминает Яну и встречает местного учителя рисования Валерия, который рассказывает ему о том, как он бросил нескольких жен в разных городах бывшего СССР, приехал в село на похороны и остался здесь. Затем Георгий видит, как в село приезжают журналисты и репортёры из России, которые хотят написать книгу о карабахском конфликте и взять у него интервью, как у нейтральной стороны конфликта. Тем временем армянские военные советуют Георгию не упоминать во время интервью о налёте на азербайджанское село. Заглянув в гости к Валерию, Георгий узнаёт о его странном хобби — раскрашивании ручных гранат.
Во время встречи армянских военных с журналистами и последующего застолья Георгий обижается на ехидные замечания Армена о том, что ему должно быть стыдно за то кровопролитие, которое происходит в Грузии. Желая отомстить Армену, он рассказывает журналистам о том, что армяне устроили налет на азербайджанское село. На следующее утро Армен пытается избить Георгия, когда тот хочет уйти из села, но его останавливает Вартан и советует ему вести себя осторожнее и не уходить из села, иначе Георгия ждет опасность. Зайдя в гости к Валерию, Георгий узнает о том, что обе стороны конфликта торгуют останками пленных, чтобы родственники могли похоронить их. Также Валерий рассказывает ему, что у него натянутые отношения с военными и он с радостью бы уехал в Ереван, но его не отпускают. Вечером Георгий вступает в конфликт с Вартаном, когда понимает, что фактически стал почетным пленным у армян и советует ему обманывать русских журналистов, так как ему знакомы все уловки, типичные для народов Закавказья. К Георгию приходит Рафик и пытается объяснить ему, что он не пленник, а всего лишь «гость» у армян. Георгий вспоминает Яну, когда та сделала аборт на деньги Тенгиза, который не хотел, чтобы у сына были от неё дети. Затем он занимается сексом с русской журналисткой Мариной.
На следующее утро Георгий решает бежать из армянского села. Пробравшись в дом Валерия, он находит старый обрез и пытается его украсть, но Валерий застает Георгия в момент кражи, который признается в том, что готовит побег. Он просит Валерия уйти вместе с ним, но тот отказывается, так как уже не видит смысла в сопротивлении. На прощание Валерий дарит Георгию гранату, которую раскрасил для него. Той же ночью Георгий отбирает ключи от тюрьмы у стражника дяди Сурена. Взяв с собой Марину, они находят тюрьму, в которой обнаруживают двух азербайджанских пленных. Георгий советует Марине сделать их фотографии для своего репортажа. В этот момент их обнаруживает Рафик и пытается уговорить отказаться от побега в обмен на прощение. Георгий угрожает подорвать себя и всех остальных гранатой, требуя отвезти его и пленных в зону фронта, так как он хочет вернуться домой и пленные — его единственный козырь в игре с полковником Нуриевым. Поколебавшись, Рафик принимает условия Георгия и отвозит его с азербайджанскими пленниками в прифронтовую зону, где он расстается с ним и журналистами.
Приехав с пленными в азербайджанское село, Георгий завоевывает расположение полковника Нуриева. На расспросы полковника о жизни армян и рассказы о том, как неприязненно Нуриев относится к Рафику, Георгий отмахивается от него, убеждая, что этот конфликт его не интересует. Одновременно он узнает, что Гоглико жив, хотя остался с разорванным ухом. Он тоже был «почетным пленником» азербайджанцев. Перед отъездом Нуриев отказывается вернуть ребятам деньги, но дает документы и оружие, затем возвращает машину. На прощание Физули дает Гоглико пакет гашиша и просит его привезти живого павлина, когда тот навестит их в следующий раз. По дороге в Тбилиси Гоглико рассказывает, что соврал азербайджанцам, будто Георгий не убежал с армянами, а отправился в Тбилиси привезти выкуп. Так же он хвалится, что не дал азербайджанцам разобрать «Волгу» Тенгиза на запчасти и каждый день заставлял солдат заводить её мотор. Одновременно Гоглико не перестает жаловаться, что музыка Майлза Дэвиса не понравилась азербайджанцам, которые слушали лишь национальные песни. Он также интересуется, как относятся к Майлзу Дэвису на армянской стороне. При въезде в Тбилиси на посту ГАИ Георгия и Гоглико арестовывают милиционеры. Позже их вызволяет из заключения Небиеридзе вместе с разъярённым Тенгизом, который пытается избить Георгия, но того останавливает Небиеридзе. Георгий понимает, что его отец заодно с наркодилерами и что украденные азербайджанцами деньги принадлежали не только Небиеридзе, но и Тенгизу. Также он узнает, что Тенгиз выгнал Яну из его дома.
В финальной сцене Гоглико и Арчил едут за очередной партией товара в Азербайджан, на крыше машины они везут павлина, которого просил Физули. На вопрос Ачико, что случилось с Георгием, Гоглико отвечает, что тот вначале проводил все свободное время на могиле матери, а потом ушёл из дома, и, если верить докторам, у Георгия депрессия. Он уверяет Ачико, что тому очень понравится Карабах.

## В ролях
| Актёр                        | Роль                                                              |
| ---------------------------- | ----------------------------------------------------------------- |
| Леван Доборджгинидзе         | Георгий                                                           |
| Миша Месхи                   | Гоглико                                                           |
| Нуца Кухианидзе              | Яна                                                               |
| Дарья Дроздовская            | Марина фоторепортер из России                                     |
| Нино Касрадзе                | Нана мачеха Георгия                                               |
| Артаваз Палоян               | Рафик армянский солдат                                            |
| Гагик Мелкумов               | Вартан                                                            |
| Левон Чидилян                | Армен командир армянского отряда                                  |
| Георгий Гургулия             | Валерий школьный учитель рисования                                |
| Георгий Гачечиладзе (Уцноби) | Ачико Кипиани наркодилер                                          |
| Дато Яшвили                  | Дуда друг Георгия                                                 |
| Сандро Какулия               | Сандро друг Георгия                                               |
| Гоги Харабадзе               | Тенгиз отец Георгия и один из руководителей "Мхедриони" в Тбилиси |
| Ильгар Шахинзаров            | Физули                                                            |
| Физули Мамедов               | полковник Нуриев командир азербайджанцев                          |
| Аветик Саносян               | дядя Сурен                                                        |
| Роберт Стуруа                | Илья Небиеридзе                                                   |
| Сандро Кутидзе               | Ираклий                                                           |

## Награды
Фильм «Прогулка в Карабах» получил главный приз 14-го открытого кинофестиваля стран СНГ и Балтии «Киношок», проходившего в Анапе в 2005 году.